# Калиновецька сільська рада (Золочівський район)
Калинове́цька сільська́ ра́да — адміністративно-територіальна одиниця та орган місцевого самоврядування в Золочівському районі Харківської області. Адміністративний центр — селище Калинове.

## Загальні відомості
- Калиновецька сільська рада утворена в 1920 році.
- Територія ради: 58,12 км²
- Населення ради: 1 248 осіб (станом на 2001 рік)

## Історія
Чорноглазівська сільська рада утворена в 1920 році, перейменована у Жовтневу — в 1974 році, а в 2016, у зв'язку з декомунізацією в Україні, перейменована на Калиновецьку.

## Населені пункти
Сільській раді підпорядковані такі населені пункти:
- с-ще Калинове
- с. Карасівка
- с. Миронівка
- с. Чорноглазівка

## Склад ради
Рада складалася з 16 депутатів та голови.
- Голова ради: Соломаха Олексій Іванович
- Секретар ради: Палагічева Людмила Григорівна

### Керівний склад попередніх скликань
| Прізвище, ім'я, по батькові | Основні відомості                                                                 | Дата обрання | Дата звільнення |
| --------------------------- | --------------------------------------------------------------------------------- | ------------ | --------------- |
| Любчич Лідія Павлівна       | Сільський голова, 1955 року народження, член Народно-демократичної партії України | 26.03.2006   | 31.10.2010      |
| Соломаха Олексій Іванович   | Сільський голова, 1949 року народження, освіта вища, член Партії регіонів         | 31.10.2010   |                 |

Примітка: таблиця складена за даними сайту Верховної Ради України

### Депутати
За результатами місцевих виборів 2010 року депутатами ради стали:

#### За суб'єктами висування
| Суб'єкт висування                                       | Кількість обраних депутатів | %    |
| ------------------------------------------------------- | --------------------------- | ---- |
| Партія регіонів                                         | 9                           | 56,3 |
| Самовисування                                           | 3                           | 18,8 |
| Аграрна партія України                                  | 2                           | 12,5 |
| Політична партія Всеукраїнське об'єднання «Батьківщина» | 2                           | 12,5 |

#### За округами
| № округу                                                | Прізвище, ім'я, по батькові    | Дата визнання обраним | Освіта             | Партійна приналежність                        | Відомості про обраного депутата                   |
| ------------------------------------------------------- | ------------------------------ | --------------------- | ------------------ | --------------------------------------------- | ------------------------------------------------- |
| Аграрна партія України                                  |                                |                       |                    |                                               |                                                   |
| 2                                                       | Виходцева Марина Вячеславівна  | 01.11.2010            | вища               | член Аграрної партії України                  | Жовтнева загальноосвітня школа І-ІІІ ст., вчитель |
| 12                                                      | Скомароха Оксана Володимирівна | 01.11.2010            | середня спеціальна | член Аграрної партії України                  | тимчасово не працює                               |
| Партія регіонів                                         |                                |                       |                    |                                               |                                                   |
| 1                                                       | Палагічева Людмила Григорівна  | 01.11.2010            | вища               | член Партії регіонів                          | тимчасово не працює                               |
| 3                                                       | Єршов Валентин Вікторович      | 01.11.2010            | середня спеціальна | член Партії регіонів                          | ТОВ Сінтал Агро Трейд, керуючий відділенням № 2   |
| 4                                                       | Сорока Світлана Григорівна     | 01.11.2010            | середня спеціальна | член Партії регіонів                          | Калиновецька сільська рада, головний бухгалтер    |
| 5                                                       | Галець Людмила Іванівна        | 01.11.2010            | вища               | член Партії регіонів                          | ВАТ «Жовтневе», голова                            |
| 6                                                       | Коваль Людмила Валентинівна    | 01.11.2010            | середня спеціальна | член Партії регіонів                          | тимчасово не працює                               |
| 7                                                       | Шильніков Віктор Михайлович    | 01.11.2010            | середня спеціальна | член Партії регіонів                          | приватний підприємець                             |
| 10                                                      | Дрогальчук Петро Володимирович | 01.11.2010            | середня спеціальна | член Партії регіонів                          | приватний підприємець                             |
| 11                                                      | Соборов Віктор Миколайович     | 01.11.2010            | середня            | член Партії регіонів                          | тимчасово не працює                               |
| 13                                                      | Горбань Клавдія Яківна         | 01.11.2010            | середня спеціальна | член Партії регіонів                          | тимчасово не працює                               |
| Політична партія Всеукраїнське об'єднання «Батьківщина» |                                |                       |                    |                                               |                                                   |
| 8                                                       | Барановський Сергій Петрович   | 01.11.2010            | середня спеціальна | член Всеукраїнського об'єднання «Батьківщина» | тимчасово не працює                               |
| 14                                                      | Холодна Ніна Василівна         | 01.11.2010            | середня спеціальна | член Всеукраїнського об'єднання «Батьківщина» | Чорноглазівська сільська біблотека, завідувачка   |
| Самовисування                                           |                                |                       |                    |                                               |                                                   |
| 9                                                       | Ясенов Микола Григорович       | 27.12.2010            | вища               | член Всеукраїнського об'єднання «Батьківщина» | приватний підприємець                             |
| 15                                                      | Назаренко Євгеній Петрович     | 01.11.2010            | середня            | позапартійний                                 | пенсіонер                                         |
| 16                                                      | Соломаха Олександр Олексійович | 01.11.2010            | вища               | позапартійний                                 | приватний підприємець                             |